# Velika Ludina
Velika Ludina es un municipio de Croacia en el condado de Sisak-Moslavina.

## Geografía
Se encuentra a una altitud de 107 m s. n. m. a 60,9 km de la capital nacional, Zagreb.

## Demografía
En el censo 2011, el total de población del municipio fue de 2 636 habitantes, distribuidos en las siguientes localidades:
- Gornja Vlahinićka - 271
- Grabričina - 40
- Grabrov Potok - 103
- Katoličko Selišće - 159
- Kompator - 78
- Ludinica - 14
- Mala Ludina - 159
- Mustafina Klada - 161
- Okoli - 282
- Ruškovica - 56
- Velika Ludina - 760
- Vidrenjak - 552

| Gráfica de población de Velika Ludina 1857-2011 (*)                 |
|                                                                     |
| Según los censos de población de la oficina estadística de Croacia. |

(*) Datos estadísticos referidos a la localidad, no al total del ejido del municipio.